# التاريخ الاقتصادي لروسيا الاتحادية
أُنشئ اتحاد روسي جديد في عهد بوريس يلتسن في عام 1991 بعد انهيار الاتحاد السوفيتي في عام 1991 وانهيار الاقتصاد الروسي. نفذ الاتحاد الروسي إصلاحات اقتصادية متعددة مثل الخصخصة وتحرير السوق والتجارة بسبب انهيار الشيوعية. وعلى الرغم من أنَّ الاقتصاد كان أكثر استقرارًا مقارنة بأوائل التسعينيات؛ فقد بقى التضخم يمثل مشكلة بالنسبة لروسيا.

## خلفية تاريخية
عمل الاقتصاد الروسي وبقية دول الاتحاد السوفيتي لمدة 69 عامًا على أساس اقتصاد خُطِّطَ مركزيًا مع سيطرة الدولة على جميع وسائل الإنتاج تقريبًا وعلى قرارات الاستثمار والإنتاج والاستهلاك في جميع محاور الاقتصاد. وُضعت السياسة الاقتصادية وفقًا لتوجيهات الحزب الشيوعي الذي سيطر على جميع جوانب النشاط الاقتصادي. واجهت روسيا منذ انهيار الشيوعية في أوائل التسعينيات صعوبات في الانتقال من نظام اقتصادي يُخطط مركزيًا إلى اقتصاد قائم على السوق.
نشأ جزء كبير من هيكل الاقتصاد السوفيتي الذي استمر حتى عام 1987 تحت قيادة جوزيف ستالين، مع إجراء تعديلات هامشية فقط بين عامي 1953 و1987. كانت الخطة الخمسية والخطط السنوية هي الآليات الرئيسية التي استخدمتها الحكومة السوفيتية لترجمة السياسات الاقتصادية إلى برامج. وقامت لجنة تخطيط الدولة وفقًا لهذه السياسات بصياغة أهداف على مستوى الدولة لفترات التخطيط المنصوص عليها. ثم فصّلت هيئات التخطيط الإقليمية هذه الأهداف للوحدات الاقتصادية مثل المؤسسات الصناعية الحكومية والمزارع الحكومية والجماعية، والتي امتلك كل منها خطة إنتاج خاصة به. عمل التخطيط المركزي على فرضية أنه في حالة تلبية كل وحدة لخطتها سيتوازن العرض والطلب.
تمثلَ دور الحكومة في ضمان تنفيذ الخطط. وتدرجت مسؤولية الإنتاج من الأعلى إلى الأسفل. على الصعيد الوطني: أشرفت نحو سبعين وزارة ولجنة حكومية (كل منها مسؤول عن قطاع إنتاج أو قطاع فرعي) على أنشطة الإنتاج الاقتصادي للوحدات الواقعة ضمن مجال مسؤوليتها. وأشرفت الهيئات الوزارية الإقليمية على الوزارات في المستوى الوطني والوحدات الاقتصادية الخاضعة للرقابة في مناطقها الجغرافية. تضمنت الخطط أهداف إنتاج المواد الخام والسلع الوسيطة وكذلك السلع والخدمات النهائية. ضمن نظام التخطيط المركزي التوازن بشكل نظري بين القطاعات في جميع أنحاء الاقتصاد. قامت الدولة من خلال التخطيط المركزي بوظائف التخصيص التي تؤديها الأسعار في نظام السوق. حددت الحكومة أسعار جميع السلع والخدمات بناءً على دور المنتج في الخطة وعلى معايير غير اقتصادية أخرى. سبب نظام التسعير هذا حالات شاذة. على سبيل المثال: كان سعر الخبز وهو عنصر أساسي في النظام الغذائي الروسي أقل من تكلفة القمح المستخدم في إنتاجه. أطعم المزارعون الخبز للماشية بدلاً من الحبوب في بعض الحالات لأن الخبز كان أقل كلفةً. في مثال آخر: حُددت رسوم إيجار منخفضة للشقق لتحقيق العدالة الاجتماعية ولكن وُجد نقص شديد في المساكن. حصلت الصناعات السوفيتية على مواد خام مثل النفط والغاز الطبيعي والفحم بأسعار أقل من السوق العالمية ما سبب الهدر.
سمح نظام التخطيط المركزي لقادة الاتحاد السوفيتي بجمع الموارد بسرعة في أوقات الأزمات مثل الغزو النازي، وبإعادة تفعيل صناعة البلاد خلال فترة ما بعد الحرب. سمح التطور السريع للقاعدة الدفاعية والصناعية بعد الحرب للاتحاد السوفيتي بأن يصبح قوة عظمى.

## التحول إلى اقتصاد السوق
قامت الدولة بعد عام 1991 وتحت قيادة بوريس يلتسين بتحول كبير نحو نمط اقتصاد السوق عن طريق زرع المبادئ الأساسية مثل الأسعار التي يحددها السوق. ووضعت هدفين أساسيين ومترابطين: استقرار الاقتصاد الكلي وإعادة الهيكلة الاقتصادية، والانتقال من التخطيط المركزي إلى الاقتصاد القائم على السوق. استلزم الأول إقرار سياسات مالية ونقدية تعزز النمو الاقتصادي في بيئة تتسم بأسعار سلع ومعدلات صرف ثابتة. وتطلب الثاني إنشاء كيانات تجارية ومؤسساتية مثل البنوك والشركات الخاصة والقوانين التجارية التي سمحت للاقتصاد بالعمل بكفاءة. كان فتح الأسواق المحلية للتجارة الخارجية والاستثمار (وبالتالي ربط الاقتصاد مع بقية العالم) بمثابة مساعدة مهمة في تحقيق هذه الأهداف. فشل نظام غورباتشوف في تحقيق هذه الأهداف الأساسية. بدأت حكومة يلتسين للجمهورية الروسية في وقت زوال الاتحاد السوفيتي في التصدي لمشاكل استقرار الاقتصاد الكلي وإعادة الهيكلة الاقتصادية.
حاولت روسيا منذ انهيار الاتحاد السوفيتي في عام 1991 تطوير اقتصاد السوق وتحقيق نمو اقتصادي ثابت. أعلن يلتسين في أكتوبر عام 1991 أن روسيا ستمضي في تنفيذ إصلاح اقتصادي جذري متجه نحو السوق على النحو الذي أوصت به الولايات المتحدة الأمريكية وصندوق النقد الدولي. نتج تضخم مفرط بسبب إزالة ضوابط الأسعار ثم حدث تضخم مرة أخرى بعد الأزمة المالية الروسية عام 1998. تحملت روسيا مسؤولية تسوية الديون الخارجية لاتحاد الجمهوريات الاشتراكية السوفيتية، على الرغم من أنَّ سكانها كانوا يشكلون نصف سكان الاتحاد السوفيتي فقط وقت تفككه.
تقلص الناتج المحلي الإجمالي الروسي نحو 40٪ بين عامي 1991 و1998 على الرغم من ثروة البلاد من الموارد الطبيعية وسكانها المتعلمين جيدًا وقاعدتها الصناعية المتنوعة (رغم تدهورها بشكل كبير). ومع ذلك قد يكون هذا الرقم مضللاً لأن معظم الناتج المحلي الإجمالي للاتحاد السوفيتي توجه نحو الإنفاق العسكري وإنتاج السلع ذات الطلب المتدني. أدى التوقف عن جزء كبير من هذا الإنفاق الزائد إلى خلق انطباع خاطئ عن انكماش اقتصادي أكبر من الحجم الفعلي.

### السياسات النقدية والمالية
فرضت الحكومة إجراءات صارمة على المال والائتمان في نفس الوقت الذي رفعت فيه ضوابط الأسعار في يناير عام 1992. خفف البنك المركزي برئاسة فيكتور جيراشتشينكو ابتداءً من شهر فبراير القيود المفروضة على المعروض النقدي. زاد المعروض النقدي في الربعين الثاني والثالث من عام 1992 بمعدلات عالية بلغت 34٪ و30٪ على التوالي. ازداد المعروض النقدي الروسي بمقدار ثمانية عشر ضعفًا بحلول نهاية عام 1992. أدى ذلك مباشرة إلى ارتفاع التضخم وتدهور سعر صرف الروبل.

### التضخم
ارتفعت أسعار مواد التجزئة في روسيا بنسبة 2520٪ في عام 1992 وهي السنة الأولى للإصلاح الاقتصادي. وكان السبب الرئيسي للزيادة هو تحرير معظم الأسعار في يناير 1992، دفعت هذه الخطوة إلى زيادة متوسط السعر بنسبة 245٪ في ذلك الشهر الواحد. وانخفض معدل الزيادة السنوي بحلول عام 1993 إلى 240٪، وهي نسبة مرتفعة للغاية. وأصبح معدل التضخم في عام 1994 نحو 224٪.
حجبت معدلات التضخم السنوية التغيرات في المعدلات الشهرية. تمكنت الحكومة في عام 1994 من تخفيض المعدلات الشهرية من 21٪ في يناير إلى 4٪ في أغسطس، ولكن ارتفعت المعدلات مرة أخرى إلى 16.4٪ بحلول ديسمبر و18٪ بحلول يناير عام 1995. تسبب عدم الاستقرار في السياسة النقدية الروسية في حدوث تلك التغيرات. خففت الحكومة من قيودها بعد قلّة تدفق الأموال في بداية عام 1994 استجابة لطلبات الائتمان من الزراعات والصناعات في أقصى الشمال ومن بعض الشركات الكبيرة.